# De Streek (Noord-Holland)
De Streek is een landstreek in het oosten van West-Friesland, in de provincie Noord-Holland.
De Streek is meer een begrip dan een echt vastomlijnde landstreek. De benaming stamt af van de periode van rond het eind van de Middeleeuwen, toen werd er het gebied ten oosten van de stad Hoorn mee bedoeld. In de loop der tijd verschoof de betekenis naar het gebied tussen de steden Hoorn en Enkhuizen. Daar werden toen ook de dorpen Hem en Venhuizen bij gerekend. Maar in het begin van de twintigste eeuw verschoof opnieuw de algemene betekenis wat en de plaatsen Hem en Venhuizen worden sindsdien ook eigenlijk meestal niet meer tot de landstreek gerekend. 
De Streek omvat globaal genomen de dorpen (inclusief de omliggende buurtschappen) Blokker (Westerblokker en Oosterblokker), Westwoud, Hoogkarspel, Lutjebroek, Grootebroek en Bovenkarspel, De Streek eindigt in de buurtschap Westeinde gezien vanuit Hoorn richting Enkhuizen. De breedte van De Streek kan men meten aan de buurtschappen Oudijk en Blokdijk, die aan beide in het uiterste noorden en het zuiden liggen van De Streek. Maar vaak wordt met De Streek ook alleen de plaatsen bedoeld die gelegen zijn aan de hoofdweg (de voormalige zesstedenweg) van Westwoud en tot of tot en met Westeinde, zo soms wordt ook nog Oosterblokker er dan bijgerekend.
Amstelland · Beemster · Bollenstreek¹ · Het Gooi · Groene Hart¹ · Haarlemmermeer · Holland¹ · Kennemerland · Kop van Noord-Holland · Purmer · Randstad¹ · Schermer · De Streek · Texel · Utrechtse Heuvelrug¹ · Vechtstreek¹ · Waterland · West-Friesland · Zaanstreek
¹ ligt ook buiten Noord-Holland